# Gems
Gems, även känd som stenget eller alpget, (Rupicapra rupicapra) hör till slidhornsdjuren inom ordningen partåiga hovdjur.

## Utseende
Gemsen igenkänns på sina korta, rakt uppåtriktade horn, vilka har spetsen böjd i krok bakåt och nedåt. Kroppslängden sträcker sig till 1,1 meter. Höjden över bogarna når upp till 75 centimeter. Vikten kan uppgå till 45 kilogram. Hornen är ca 25 centimeter långa. Pälsen är ganska tjock, och dess färg är växlande; under sommaren är den smutsigt rödbrun eller roströd med en svartbrun rand utefter ryggen och undertill ljust rödgul. Om vintern är djuret mörkbrunt eller glänsande brunsvart och på buken vit.

## Utbredning
Gemsen påträffas inte bara i Alperna med angränsande randberg (Jurabergen, Vogeserna och Schwarzwald), utan även i skilda bergsområden på Balkanhalvön. Andra populationer finns i västra Karpaterna, Transsylvanien, i Kaukasus samt i bergen i nordöstra Turkiet. Den har under senare år (åter)inplanterats på enstaka ställen i franska Centralmassivet, i Erzgebirge och Sudeterna.
Tidigare fanns gems även i norra Spaniens berg (där lever idag den nära släktingen pyreneisk gems) och på Krim. Under kvartärperioden levde den även norr om Alperna.
Där gemsen skonas tillhör den egentligen det övre skogsbältet, varifrån den i sommartiden i större eller mindre antal beger sig högre upp på bergen för att under flera veckor uppehålla sig i närheten av firnsnö och glaciärer.
En del individer vistas nästan ständigt ovanför skogsområdet, medan flertalet[källa behövs] även under sommaren uppehåller sig i nämnda skogsbälte. Vid dagens början beger sig gemsen på bete och klättrar då nedåt. Förmiddagen använder den till att i lugn och ro idissla. Vid middagstiden klättrar den långsamt uppåt, vilar ånyo på eftermiddagen, betar ännu en gång mot aftonen och lägger sig efter skymningens inträde till vila på något väl skyddat ställe.

## Levnadssätt
Gemsen lever dels ensam, dels i mindre flockar och stundom i skaror om upp till 50 djur. Den klättrar med utmärkt snabbhet och säkerhet på de farligaste ställen och även som svårt sårad flyr den lätt bort. Gemsen är utomordentligt vaksam, dess lukt, syn och hörsel är högt utvecklade och det blir därför svårt för fiender att jaga den. Då en flock gemser vilar utställs skiltvakter som piper gällt och stampar i marken när faran kommer. Åtföljda av de övriga djuren beger de sig snabbt på flykt. Parningen sker under senhösten och i slutet av april eller i början av maj föder honan en unge (sällan två) vilken inom några timmar följer modern och mycket fort lär sig klättra. Fångad som ung blir gemsen mycket tam och är då inte svår att hålla men fortplantar sig högst sällan i fångenskap.